# Mister Olympia 2012
El Mister Olympia 2012 fue la edición número 48 del Mister Olympia, la competición de culturistas más importante del mundo, organizada por la Federación Internacional de Fisicoculturismo. El certamen se realizó entre el 27 y 30 de septiembre de 2012, en el Centro de Convenciones de Las Vegas, y en el Orleans Arena, Paradise (Nevada). Otros eventos de culturismo como el Ms. Olympia, entre muchos otros, también se celebraron. En total, se entregó $ 900 000 en las distintas modalidades del evento, y un monto de $ 650 000 asignados exclusivamente para todos los competidores mejor ubicados en el resultado final.
Para este certamen, la película Generation Iron se basó en la generación de competidores de 2012, quienes buscaron ganar la máxima competición de culturistas del mundo. Nuevamente el estadounidense Phil Heath ganaría la competición, por una diferencia de diez puntos sobre Kai Greene. El culturista Toney Freeman de 46 años de edad terminó en la séptima posición, un hecho poco habitual dentro del certamen, mientras que Jay Cutler, uno de los mejores exponentes no compitió por una operación de desgarro en el músculo bíceps izquierdo.
Phil Heath ganó su segundo Mister Olympia de forma consecutiva, un cheque por $ 250 000 y la respectiva estatua de bronce inspirada en Eugen Sandow, además de una medalla que le acreditaba como el mejor de 2012. De esta manera, pasaba a ser el tercer culturista en ganar dos veces el título, junto a Larry Scott (el primer ganador) y el italiano Franco Columbu.

## Ganador
El estadounidense Phil Heath consiguió nuevamente el título de Mister Olympia, por segunda vez consecutiva. Phil compitió en la final contra Kai Greene, quien fue el único oponente relevante, después de la ausencia de Jay Cutler. 
| Posiciones | Culturista   | Premio    | Puntaje |
| ---------- | ------------ | --------- | ------- |
| 1          | Phil Heath   | $ 250 000 | 10      |
| 2          | Kai Greene   | $ 100 000 | 20      |
| 3          | Shawn Rhoden | $ 75 000  | 31      |